# 摩爾多瓦政黨列表
本條目列出摩爾多瓦政黨，包括歷史上的和當代的、活躍的和不活躍的政黨。摩爾多瓦屬於多黨制、一院制國家。截至2021年，摩爾多瓦有45個政黨已正式註冊。

## 議會政黨
| 黨名 | 黨名 | 黨名                           | 縮寫 | 意識形態                                    | 領袖                  | 議會席次 |
| ---- | ---- | ------------------------------ | ---- | ------------------------------------------- | --------------------- | -------- |
|      |      | 行動和團結黨                   | PAS  | 自由主義 社會自由主義 經濟自由主義 親歐主義 | 伊戈爾·格羅蘇（代理） | 63 / 101 |
|      |      | 共產主義者和社會主義者選舉集團 | BCS  | 民主社會主義 社會保守主義 親俄 歐洲懷疑主義 | 弗拉迪米爾·沃羅寧     | 27 / 101 |

## 主要非議會政黨
| 黨名 | 黨名 | 黨名                       | 縮寫 | 意識形態                                    | 領袖          |
| ---- | ---- | -------------------------- | ---- | ------------------------------------------- | ------------- |
|      |      | 自由黨                     | PL   | 自由主義 保守自由主義 自由民主主義 親歐     | 米哈伊·金普   |
|      |      | Our Party                  | PN   | 民粹主義 社會保守主義 親俄 歐洲懷疑主義     | Renato Usatîi |
|      |      | Dignity and Truth Platform | PDDA | 自由主義 反貪汙                             | Dinu Plîngău  |
|      |      | 摩爾多瓦民主黨             | PSDE | 社會民主主義 民族主義                       | 马里安·卢普   |
|      |      | 摩爾多瓦民主黨             | PSDE | 社會民主主義 民族主義                       | 马里安·卢普   |
|      |      | 現代民主黨                 | PDM  | 經濟自由主義 社會保守主義 親歐主義 反共主義 |               |

## 少數政黨
- 摩爾多瓦農業黨
- 羅馬尼亞人團結聯盟（Alianța pentru Unirea Românilor）
- 基督徒民主人民黨
- 摩爾多瓦中立聯盟
- 保守黨
- 共同行動政黨—公民代表大會
- Democracy at Home Party
- 歐洲自由黨及民主黨聯盟
- Ecologist Green Party
- 歐洲黨（Partidul European）
- 大摩爾多瓦黨
- 摩爾多瓦自由民主黨
- 自由改革黨Mișcarea Politică Unirea
- 摩爾多瓦救世陣線（工黨）（ / ）
- 政治運動聯盟
- 祖國黨（Partidul „Patria”）
- National Alternative Movement（羅馬尼亞語：National Alternative Movement）
- 政治運動聯盟
- 國家自由黨
- 民族團結黨
- 新歷史選擇黨
- 摩爾多瓦聯合黨（Partidul „Moldova Uniță — Единая Молдова”）
- 律法及正義黨
- 摩爾多瓦地區黨
- 我們的家－摩爾多瓦黨（Partidul „Casa Noastră — Moldova”）
- 摩爾多瓦愛國黨（Partidul „Patrioţii Moldovei”）
- 人民意志黨（Partidul „Voința Poporului”）
- 摩爾多瓦人民民主黨
- 人民反黑手黨運動（Mișcarea Populară Antimafie）
- 摩爾多瓦人民共和黨
- 摩爾多瓦人民社會黨
- 「希望」專家運動
- 進步社會黨
- 摩爾多瓦共和黨
- 復興黨
- 摩爾多瓦俄羅斯－斯拉夫黨（Partidul Ruso-Slavean din Moldova）
- 「新力量」社會與政治運動（Mișcarea social-politică „Forța Noua”）
- 社會民主黨（羅馬尼亞語：Partidul Popular Democrat din Moldova）
- 摩爾多瓦社會黨（羅馬尼亞語：Partidul Popular Socialist din Moldova）
- 羅姆人社會政治運動
- 勞動人民黨

## 已解散政黨
- 共產主義黨（Partidul Comunist Reformator，該黨成立於2014年，並曾參加2014年國會選舉，獲得4.92%的選票。在2015年時，未能完成地方選舉中登記。隨後，2016年2月，其合法地位被摩爾多瓦司法機構取消[4]。）

- 歐洲行動運動（Mişcarea Acţiunea Europeană，併入自由黨）
- 我們的摩爾多瓦政黨聯盟（Alianţa “Moldova Noastră”，併入摩爾多瓦自由民主黨）
- 社會自由黨（Partidul Social-Liberal，併入摩爾多瓦民主黨）
- 社會民主黨（Partidul Democraţiei Sociale，併入摩爾多瓦社會民主黨）
- 改革黨（Partidul Reformei，自由黨前身）
- 紹爾黨（Partidul „ȘOR”，2023年6月19日，索爾黨被摩爾多瓦憲法法院查禁。）

## 歷史政黨
- 國家愛國陣線（Partidul Naţional Patriotic）
- 摩爾多瓦共產黨（Partidul Comunist al Moldovei）
- 比薩拉比亞農民聯盟（Partidul Ţărănesc din Basarabia）
- 國家摩爾多瓦黨
- 民主農業黨
- 自由民主聯盟
- 自由黨 (比薩拉比亞)
- 加告茲黨

## 政黨聯盟
- 民主與改革聯盟
- 民主摩爾多瓦選舉集團
- 祖國選舉集團
- 歐洲整合聯盟

1. ↑  .   [2023-11-22]. （原始内容存档于2018-02-21）.
2. 1 2  . Parties and Elections in Europe.   [2023-11-22]. （原始内容存档于2019-04-01）.
3. ↑  . 2019-05-03  [2023-11-22]. （原始内容存档于2020-11-23） （英语）.
4. ↑  . agora. 2016-02-11  [2023-11-22]. （原始内容存档于2023-11-22）.